# Hiroyoshi Ohashi
Hiroyoshi Ohashi (大橋 広好 Ōhashi Hiroyoshi?,  26 de abril de 1936 (88 años)) es un botánico japonés anteriormente en la Universidad de Tokio y en la de Tohoku. Comenzó a publicar en japonés sobre el género Arisaema a principios de la década de 1960. Ha publicado un par de notas sobre diversas especies del género Arisaema en 1963, y en 1964 estos fueron seguidos por una revisión del género, para Japón, publicado conjuntamente en 1980 con Jin Murata, y un tratamiento de Araceae en "Flores Silvestres de Japón" (Ohashi, 1982).
Continuó la labor del notable botánico Kanesuke Hara (1885-1962) en la Flora of Eastern Himalaya. También ha compilado una lista de tipos en Arisaema en los herbarios japaneses, y estudió morfologías de polen de Arisaema japonesas (Ohashi et al., 1983).

## Algunas publicaciones
- A proposal of Japanese names of cotyledon areoles and seed-coat inside areoles of legume seeds, Yasuhiko Endo, Hiroyoshi Ohashi, The Journal of Japanese Botany, 85, 2, abril de 2010
- Diversification of seed arrangement induced by ovule rotation and septum formation in Leguminosae, Yasuhiko Endo and Hiroyoshi Ohashi, Journal of Plant Research, 122, 5, 541-550, septiembre de 2009
- Phylogenetic Relationships of New World Vicia (Leguminosae) Inferred from nrDNA Internal Transcribed Spacer Sequences and Floral Characters, Yasuhiko Endo, Byoung-Hee Choi, Hiroyoshi Ohashi, Alfonso Delgado-Salinas, Systematic Botany, 33, 2, 356-363, mayo de 2008
- Phylogenetic significance of stylar features in genus Vicia (Leguminosae): an analysis with molecular phylogeny, Byoung-Hee Choi, Dong-Im Seok, Yasuhiko Endo, Hiroyoshi Ohashi, Journal of Plant Research, 119, , 449-457, septiembre de 2006
- A trifoliolate form of Vicia unijuga A. Br. (Leguminosae), Endo, Y. and Ohashi, H., The Journal of Japanese Botany, 80, , 306-307, octubre de 2005
- A New species of Indigofera (Leguminosae) in Luzon Isl. of the Philippines, Yasuhiko Endo, Hiroyoshi Ohashi, and Domingo A. Madulid, The Journal of Japanese Botany, 80, 261-265, octubre de 2005
- Electrophoretic patterns of seed proteins in the East Asian Vicia species (Leguminosae) and their systematic utility, Elena Potokina, Yasuhiko Endo, Elly Eggi and Hiroyoshi Ohashi, The Journal of Japanese Botany, 78, 29-37, febrero de 2003
- Ohashi, H. 1963. Notes on Arisaema robustum (Engl.) Nakai, a species of the Araceae in Japan. Sci. Rep. Tohuku Univ., ser. 4, Biol. 29: 431-435
- _________. 1964. A note on Arisaema monophyllum var. akitense. J. Jap. Bot. 39: 19-23
- _________. 1981a. List of type specimens in the herbaria of Japan - Ariseama. Herbarium, Dept. of Botany, Fac. Sci, Kyoto, Univ. Japón
- _________. 1981b. Catalogue of the type specimens preserved in the Herbarium of Department of Botany in the University Museum, University of Tokyo. Part 1. Araceae. University Museum, The University of Tokyo Material Report No. 5: 1-27, pl. 1-63
- __________. 1982. Araceae. Pp. 127-139. In: Satake et al. (eds.), Wild Flowers of Japan. Herbaceous Plants--Monocotyledoneae. Heibonsha, Tokio
- ___________ & J. Murata. 1980. Taxonomy of the Japanese Arisaema. J. Fac. Sci. Univ. Tokyo, sec. 3, Bot. 12: 281-336
- ____________, J. Murata, & M. Takahashi. 1983. Pollen morphology of the Japanese Arisaema. Sci. Rep. Tôhoku Imp. Univ., Ser. 4, Biol. 38: 219-251

### Libros
- 1973. The Asiatic species of Desmodium and its allied genera (Leguminosae). Ginkgoana, contributions to the flora of Asia and the Pacific region Nº 1. Ed. Tokio : Academia Scientific Book. 318 pp.
- 1975. The Flora of Eastern Himalaya. Ed. University Museum, University of Tokyo. 458 pp. ISBN 0-86008-143-5

- La abreviatura «H.Ohashi» se emplea para indicar a Hiroyoshi Ohashi como autoridad en la descripción y clasificación científica de los vegetales.[3]